# Канаполис (Минас-Жерайс)
Канаполис (порт. Canápolis) — муниципалитет в Бразилии. входит в штат Минас-Жерайс. Составная часть мезорегиона Триангулу-Минейру-и-Алту-Паранаиба. Входит в экономико-статистический микрорегион Уберландия, который входит в Триангулу-Минейру-и-Алту-Паранаиба. Население составляет 6674 человека на 2006 год. Занимает площадь 845,238 км². Плотность населения — 7,9 чел./км².
Праздник города — 14 июля.

## История
Город основан 14 июля 1948 года.

## Статистика
- Валовой внутренний продукт на 2003 год составляет 122 387 059,00 реалов (данные: Бразильский институт географии и статистики).
- Валовой внутренний продукт на душу населения на 2003 год составляет 14 417,14 реалов (данные: Бразильский институт географии и статистики).
- Индекс развития человеческого потенциала на 2000 год составляет 0,755 (данные: Программа развития ООН).